# Asediul Salonicului (1422–1430)
Asediul Salonicului sau Asediul de la Thessalonica dintre 1422 și 1430 a fost un asediu otoman, condus de sultanul Murad al II-lea, asupra orașului bizantin Salonic. Asediul s-a terminat cu o victorie otomană, Salonicul devenind parte a Imperiului Otoman. Sultanul dorea preluarea cetății ca să pedepsească conducerea dinastiei bizantine a Paleologilor, din cauza încercărilor acestora de dezbinare a statului turc prin rebeliune.

## Cauze
În 1421, moștenitorul tronului împăratului bizantin Ioan al VIII-lea Paleologul, fiul împăratului bizantin Manuel al II-lea Paleologul, a intervenit în succesiunea la tronul Imperiului Otoman. Mehmed I, tatăl lui Murad al II-lea, a murit în acel an, iar Ioan al VIII-lea l-a susținut pe Mustafa într-o încercare de a supune Imperiul Otoman. Încercarea a eșuat, iar Mustafa a fost strangulat de Murad al II-lea.
Politica utilizată de către Ioan al VIII-lea Paleologul era o metodă obișnuită de tip Divide et impera folosită de Constantinopol pentru a-și dezbina dușmanii. La acel moment Imperiul era într-o stare de agonie, căderea sa se putea întâmpla în orice moment. Manuel al II-lea, cu aceste manevre politice, în trecut, a adus beneficii imperiului. Dar nu a susținut această intervenție a fiului său în Imperiul Otoman, deoarece de un deceniu între cele două imperii era pace.
Ioan al VIII-lea Paleologul, la fel ca toți tinerii din Constantinopol, a dorit să readucă măreția Imperiului, la un moment dat, dar cu aceasta mutare a condamnat soarta acestuia.

## Asediul

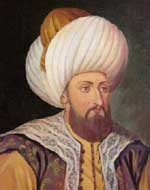
Sultanul otoman Murad al II-lea.

În acest scop, Murad al II-lea a asediat portul din Thessalonica în 1422. Însă, în 1423, despotul bizantin Andronic Paleologul a predat orașul Veneției, care și-a asumat sarcina de apărare (ideea că acesta a fost vândut este neîntemeiat).
Otomanii au menținut blocada navală până în 1430, când au atacat și cucerit cetatea. Venețienii nu și-au dat seama cât de scumpă a fost apărarea orașului. Cu toate acestea, apărarea a avut loc în ciuda foametei severe din oraș. Murad al II-lea a fost implicat în numeroase lupte cu venețienii, karamanizii și numeroși alții, atunci când toți au fost supuși, o armată mare, a fost trimis în Macedonia, iar orașul a fost supus. La acel moment, populația orașului era modestă.

## Consecințe
După această confruntare, între otomani și venețienii au izbucnit multe conflicte până la căderea Republicii Veneția (în secolul al XVIII-lea). Otomanii, datorită acestei victorii, au putut avea în cele din urmă controlul deplin asupra Macedoniei. Orașul Salonic a rămas sub dominație otomană până în 1912, atunci când orașul a fost ocupat de Grecia în Primul Război Balcanic.